# Faculdade de Educação da Universidade de São Paulo

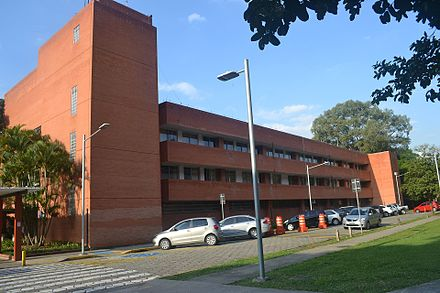

A Faculdade de Educação (FE) é uma unidade da Universidade de São Paulo, localizada na Cidade Universitária Armando de Salles Oliveira em São Paulo. A Faculdade de Educação iniciou suas atividades a partir de 1º de janeiro de 1970. É conhecida pela sigla FEUSP (Faculdade de Educação da Universidade de São Paulo).
No nível de graduação a FEUSP é responsável pelo curso de pedagogia além de oferecer disciplinas obrigatórias para cursos de licenciatura de toda a USP. Além disso, a FEUSP também é responsável por pesquisas em nível de pós graduação e por projetos de extensão universitária.

## Departamentos
A FEUSP é dividida em 3 departamentos: O Departamento de Administração Escolar e Economia da Educação (EDA), o Departamento de Filosofia da Educação e Ciência da Educação (EDF) e o Departamento de Metodologia do Ensino e Educação Comparada (EDM).

## Núcleos
Auxiliando as atividades de ensino, pesquisa e de extensão universitária, a FEUSP conta ainda com os seguintes núcleos:
- NEA: Núcleo de Estudos de Educação de Adultos e Formação Permanente de Professores
- NIEPHE: Núcleo Interdisciplinar de Estudos e Pesquisas em História da Educação
- NUPIC: Núcleo de Pesquisa em Inovação Curricular